# سيلبي ومنطقة ديال
منظمة ديال الخيرية الإقليمية المستقلة في سيلبي وديستريكت هي مؤسسة خيرية تقدم المساعدة والمشورة للأشخاص ذوي الإعاقة ومقدمي الرعاية وأسرهم والمهنيين المعنيين. حيث يقع مقرها في مدينة سيلبي وغطت نطاق عملها مقاطعة سيلبي في شمال يوركشاير بإنجلترا والتي بلغ عدد سكانها 83,449 نسمة وفقًا لتعداد عام 2011.
تأسست منظمة سيلبي ومنطقة ديال في الأول من يوليو عام 1988 وافتتحوها بعد تدريب المتطوعين في حوالي مايو عام 1989. وكان رقم المؤسسة الخيرية المسجلة هو 1058185.
في البداية كانت الجمعية الخيرية يديرها بالكامل المتطوعين. ولاحقًا وبفضل اليانصيب والمجلس المحلي ومصادر تمويل أخرى تمكنت من الانتقال إلى مقر أكبر واستقطاب المزيد من المتطوعين وتوظيف الموظفين بأجر وتوسيع خدماتها.
بسبب نقص التمويل اضطرت ديال إلى إغلاق مكاتبها في نهاية مارس 2018 وبدأ الأمناء مهمة التصفية الرسمية للجمعية الخيرية والتي اكتملت في 5 مارس 2019.

## التاريخ
كانت تسمى في الأصل خط معلومات ونصائح الإعاقة في سيلبي والمنطقة (ديال) وكانت المؤسسة الخيرية تعمل في البداية كخط مساعدة هاتفي بدوام جزئي ويديرها متطوعون بالكامل.
في 16 نوفمبر 2001 حصلت سيلبي ومنطقة ديال على تمويل قدره 219273 جنيهًا إسترلينيًا من صندوق مجتمع اليانصيب الوطني. وقد أتاحت هذه المنحة التي استمرت لثلاث سنوات، لـديال الانتقال في عام 2002 إلى مبنى أكبر في 12 شارع بارك بسيلبي حيث أنشأت "مركزًا شاملًا" للأشخاص ذوي الإعاقة ومنطقة عرض للمساعدات والمعدات.
في سبتمبر 2010 -بعد أزمة تمويلية كبيرة- تلقت الجمعية الخيرية دفعة تمويلية كبيرة أخرى لمدة خمس سنوات بقيمة 344.445 جنيهًا إسترلينيًا من صندوق اليانصيب الكبير. حيث مكّن هذا التمويل سيلبي ومنطقة ديال من توظيف موظفين مدفوعي الأجر وتوسيع خدماتها لتشمل المشورة بشأن حقوق الرعاية الاجتماعية وملء النماذج والتحقق من المزايا والتمثيل في المحكمة والزيارات المنزلية وجلسات التوعية ومجموعات النشاط والدعم والإرشاد إلى الوكالات الأخرى والمعلومات وتأجير الكراسي المتحركة على المدى القصير.
أفاد طلب للحصول على منحة قدرها 12،661.77 جنيهًا إسترلينيًا من مجلس مدينة سيلبي في أبريل 2015 -سعياً وراء استمرار التمويل لمستشار متخصص في حقوق رعاية ذوي الإعاقة- إن "تمويل هذا المنصب خلال عام 2014 مكّن من تأمين 2،121،108.98 جنيهًا إسترلينيًا من المزايا غير المطالب بها سابقًا للأشخاص ذوي الإعاقة في منطقة سيلبي وأُمّن أكثر من 1،000،000 جنيه إسترليني من هذا المبلغ للأشخاص داخل منطقة مدينة سيلبي".
في يناير 2018 وبعد عامين من نفاد أموال اليانصيب الكبير أُعلن أنه بسبب نقص التمويل سيتعين على سيلبي ومنطقة ديال الإغلاق بحلول نهاية مارس 2018. كما ستصبح الخدمة بدلاً من ذلك مشروعًا تابعًا لـ منظمة إيج يوكي في منطقة سيلبي حيث تدير خط مساعدة هاتفيًا بدوام جزئي مع ملء النماذج عبر الهاتف وعن طريق الزيارات المنزلية. ونظرًا لدستور إيج يو كيه فلن تتمكن الخدمة أيضًا من مساعدة العملاء الذين تبلغ أعمارهم خمسين عامًا أو أكثر وسيتم توجيه الآخرين إلى منظمات مثل سيتيزينز أدفايس التي ستكون قادرة على المساعدة. إن مستقبل مشروع التوعية بالإعاقة الذي تديره في المدارس المحلية وسيتطلب منزلًا جديدًا غير مؤكد في هذه المرحلة.
الآن صفيت سيلبي ومنطقة ديال رسميًا وأزيلت من سجل لجنة المؤسسات الخيرية في 5 مارس 2019 لأنها لم تعد موجودة.

## روابط خارجية
- الموقع الرسمي لـ Selby and District DIAL (تم أرشفته الآن)